# Sławosz Uznański-Wiśniewski
Sławosz Uznański-Wiśniewski (Łódź, 12 aprile 1984) è un ingegnere e astronauta polacco.
Nel 2022 è stato selezionato come candidato astronauta di riserva dell'Agenzia spaziale europea (ESA) del Gruppo degli astronauti europei del 2022. Nel 2024 l'Agenzia spaziale polacca (POLSA) ha acquistato un seggiolino per la missione spaziale privata Axiom Mission 4 durante la quale Uznański-Wiśniewski ha trascorso 20 giorni a bordo della Stazione spaziale internazionale (ISS) nel giugno 2025.

## Biografia

### Istruzione e carriera di ricercatore
Sławosz Uznański-Wiśniewski si diplomò al VIII Liceum Ogólnokształcące im. Adama Asnyka di Łódź e nel 2008 si lsureò con lode presso il Politecnico di Łódź e l'Università di Nantes; nello stesso anno conseguì anche il Diplôme d'Ingénieur presso l'École Polytechnique de l'Université de Nantes. Nel 2011 conseguì un dottorato di ricerca con lode presso l'University of the Mediterranean Aix-Marseille II con una tesi sui design resistenti alle radiazioni per applicazioni spaziali. Durante il dottorato lavorò presso lo stabilimento produttivo di STMicroelectronics a Crolles, in Francia. Sempre nel 2011 iniziò a lavorare per il CERN a Ginevra, in Svizzera. Nel 2013 venne nominato responsabile di progetto e ingegnere senior per l'affidabilità presso il CERN. Dal 2018 al 2020 fu ingegnere responsabile del Large Hadron Collider. Nel 2019 ricoprì il ruolo di tecnico esperto e revisore per il programma Horizon 2020, occupandosi di autonomia europea e competitività tecnologica nel settore spaziale per conto dell'Agenzia esecutiva per la ricerca (REA).

### Carriera come astronauta
Nel novembre 2022 venne selezionato come astronauta di riserva del Corpo astronauti europeo per il Gruppo degli astronauti europei del 2022. In un'intervista, Uznański-Wiśniewski rivelò che Mirosław Hermaszewski, il primo cosmonauta polacco, lo ha supportato durante tutto il processo ed che fu la prima persona a chiamarlo per congratularsi la mattina dopo la sua selezione.

#### Axiom Mission 4
Nell'agosto 2023, il ministro polacco per lo sviluppo e la tecnologia, Waldemar Buda, annunciò che un astronauta polacco avrebbe volato verso la Stazione spaziale internazionale (ISS) nel 2024, aggiungendo che, se gli accordi fossero andati a buon fine, la Polonia avrebbe presentato la candidatura di Uznański-Wiśniewski, che a sua volta avrebbe dovuto essere approvata dall'ESA e da Axiom Space. Uznański-Wiśniewski fu accettato ed è diventato il secondo polacco ad andare nello spazio dopo il volo del 1978 di Mirosław Hermaszewski.
Il 1º settembre 2023 iniziò l'addestramento per la Axiom Mission 4, il cui lancio avvenuto il 25 giugno 2025. A bordo della Crew Dragon Grace che permesso all'equipaggio di raggiungere la ISS, Uznański-Wiśniewski ha portato con sé la stessa bandiera polacca che volò nello spazio nel 1978, nonché alcune porzioni del tipico piatto polacco pierogi. La missione di Uznański-Wiśniewski, come accade per tutti gli astronauti europei, ha ricevuto un nome ed è stata chiamata Ignis.
Nei 20 giorni di permanenza sulla ISS Uznański-Wiśniewski e gli altri membri dell'equipaggio hanno svolto decine di esperimenti scientifici provenienti da Axiom Space e dai Paesi dei membri dell'equipaggio (India, Polonia e Ungheria). Ha fatto ritorno sulla Terra il 15 luglio 2025.

## Vita privata
Uznański-Wiśniewski nacque a Łódź, nella Repubblica Popolare di Polonia, il 12 aprile 1984, il giorno del 23º anniversario del primo volo spaziale orbitale umano di Jurij Gagarin. Ogni compleanno, la madre di Uznański-Wiśniewski gli augurava "i migliori auguri per la Giornata della Cosmonautica". Cresciuto negli anni '80, dopo il volo spaziale di Mirosław Hermaszewski nel 1978, il sogno d'infanzia di Uznański-Wiśniewski era quello di andare nello spazio.
Il nome da celibe di Sławosz Uznański-Wiśniewski era Sławosz Uznański; dopo essersi congiunto nel 2025 con Aleksandra Wiśniewska, una politica, politologa e attivista polacca, decise di unire i propri cognomi.